# گمنج
گمنج روستایی در دهستان زیرکوه بخش مرکزی شهرستان زیرکوه استان خراسان جنوبی ایران است. بر پایه سرشماری عمومی نفوس و مسکن در سال ۱۳۹۰ جمعیت این روستا ۲۵۲ نفر (در ۷۰ خانوار) بوده است.